# Gustav Kraft
Eduard Friedrich Gustav Kraft (* 18. August 1823 in Clausthal; † 9. Januar 1898 in Hannover) war ein deutscher Forstmann, der zuletzt als Königlich Preußischer Oberforstmeister in der Provinz Hannover tätig war und der in den 1880er Jahren zahlreiche einflussreiche Schriften zur Durchforstung veröffentlichte. Das von ihm eingeführte Einteilungssystem für Bestandsbäume hat bis heute den Status eines internationalen Standards inne.

## Leben und Wirkung
Gustav Kraft wurde in einem Forsthaus des Oberharzes geboren. Seine Schulbildung absolvierte er am Clausthaler Gymnasium. Nachdem er die im Königreich Hannover vorgeschriebene praktische, forstliche Ausbildung zuerst bei seinem Vater und danach beim damaligen Förster und späterem Forstdirektor Heinrich Christian Burckhardt in Landwehrhagen durchlief, besuchte er von 1845 bis 1847 die hannoversche Forstschule in Münden. Neben Burckhardt zählte dort auch der Forstmann Otto Ludwig Wißmann (1813–1877) zu seinen Lehrern. Seine akademische Ausbildung beendete er in den Jahren 1850/51 an der Universität Göttingen, wo er die Studienfächer Mathematik und Naturwissenschaften besuchte, deren Prüfungen er mit Auszeichnung bestand.

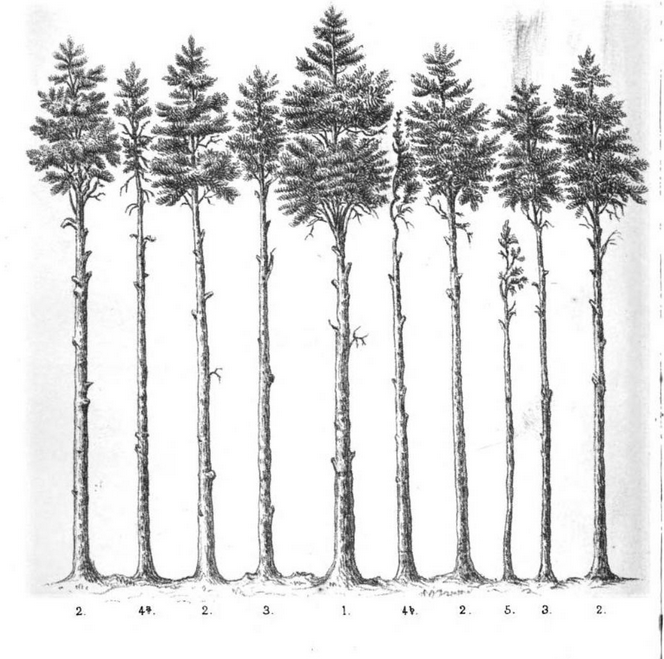
Originaldarstellung des Kraftschen Einteilungssystems für Bäume am Beispiel der Kiefer (1884). Zu den Ziffern siehe Haupttext.

Krafts gesamte Karriere im preußischen Staatsdienst war der Forstwirtschaft in der Provinz Hannover gewidmet, Stationen seines Wirkens waren Uslar, Bovenden, Dassel und Misburg, bevor er 1885 zum Oberforstmeister der Regierung in Hannover ernannt wurde, eine Stellung, die er bis zu seiner Pensionierung im Jahr 1892 innehatte.
Kraft machte sich in seinem Fachgebiet durch zahlreiche Bücher und Schriften einen Namen. Sein bekanntestes Wert ist das 1884 veröffentlichte Buch Beiträge zur Lehre von den Durchforstungen, Schlagstellungen und Lichtungshieben. In seinem Vorwort billigte er ihm zwar nur vorläufigen Charakter zu, aber das Anliegen, für „manche Gegenstände [der Forstwirtschaft], die sich bis dato einer über die Empirie hinausreichenden Erörterung nicht zu erfreuen hatten“, eine wissenschaftliche Grundlage zu schaffen (so der Wortlaut in seinem Vorwort), verschaffte dem Buch einen bis heute unbestrittenen Stellenwert innerhalb der Fachliteratur. Unter anderem konnte Kraft zeigen, dass sich zahlreiche Zusammenhänge in mathematischen Formeln abbilden lassen. Am bekanntesten wurde indes die von ihm entwickelte Klassifizierung der Bäume nach ihrer sozialen Stellung innerhalb des Bestandes, erkennbar an der Kronenform und -ausbildung. Sie wurde als Grundlage für systematische Durchforstungsstudien von Forstlehreinrichtungen zahlreicher Länder übernommen und ist bis heute aktuell:

### Kraft'sche Baumklassen
Kraft teilte die Bäume anhand ihrer Kronen in fünf Hauptklassen ein:
1. Vorherrschende (prädominante),
2. herrschende (dominante),
3. gering mitherrschende (kodominante),
4. beherrschte
a) zwischenständige, im Wesentlichen schirmfreie, meist eingeklemmte Kronen
b) teilweise unterständige (d. h. beschattete) Kronen
5. ganz unterständige Bäume (in der Originalpublikation verwendeter Begriff: Stämme)
a) mit lebensfähigen Kronen (nur bei Schattenholzarten)
b) mit absterbenden oder abgestorbenen Kronen

Die Kraftsche Klassifizierung wird gelegentlich modifiziert angewendet, indem jeweils einige Klassen zusammengefasst werden. Kraft selbst fasste zum Beispiel die Klassen 1–3 zu herrschenden Bäumen zusammen. Eine andere vereinfachende Einteilung fasst die Klassen 2 und 3 als mitherrschend sowie 4 und 5 als beherrscht zusammen. Kraft wies des Weiteren darauf hin, dass es einerseits fließende Übergänge zwischen den einzelnen Klassen gibt und dass andererseits Windbruch und ähnliche die Kronen schädigende Ereignisse die Klassifizierung erschweren können.
Das Kraftsche System hat sich nach Expertenansicht bei gleichaltrigen, geschlossenen Beständen ausgezeichnet bewährt. Allerdings stößt es bei stark aufgelichteten oder Mischbeständen an Grenzen.

## Schriften (Auswahl)
- Beiträge zur forstlichen Wasserkunde, 1863
- Die Anfangsgründe der Theodolithmessung, 1863
- Heinrich Burckhardt, ein Lebensbild, 1880
- Zur Praxis der Waldwertrechnung und forstlichen Statik, 1882
- Beiträge zur Lehre von den Durchforstungen, Schlagstellungen und Lichtungshieben. Klindworth's Verlag, Hannover 1884 (google.cd).
- Beiträge zur forstlichen Zuwachsrechnung und zur Lehre vom Weiserprozent, 1885
- Beiträge zur forstlichen Statik und Waldwertrechnung, 1887
- Beiträge zur Durchforstungs- und Lichtungsfrage, 1889
- Über die Beziehungen des Bodenerwartungswertes und der Forsteinrichtungsarbeiten zur Reinertragslehre, 1890